# Dennis Bailey
Dennis Lincoln Bailey, angleški nogometaš, * 13. december 1965, Lambeth, London, Anglija, Združeno kraljestvo.